# No One Else Can Wear Your Crown
No One Else Can Wear Your Crown è il terzo album in studio del gruppo musicale britannico Oh Wonder, pubblicato nel 2020.

## Tracce
1. Dust – 2:40
2. Happy – 2:53
3. Better Now – 3:18
4. Hallelujah – 3:11
5. In and Out of Love – 2:57
6. How It Goes – 3:25
7. Drunk On You – 3:09
8. Nothing But You – 3:16
9. I Wish I Never Met You – 2:58
10. Nebraska – 2:54

Tracce bonus (Edizione Deluxe)
1. Hallelujah (acoustic) – 3:46
2. Better Now (acoustic) – 3:13
3. Happy (acoustic) – 3:31
4. Drunk on You (acoustic) – 3:17
5. Hallelujah (unplugged) – 3:51